# Keltensiedlungen von Esztergom
Die Keltensiedlungen von Esztergom sind archäologische Fundorte aus der Latènezeit/Keltenzeit in Esztergom (Ungarn). Die vorgefundenen Objekte befinden sich heute im Balassa Bálint Museum und teilweise im Burgmuseum von Esztergom.

## Esztergom – Várhegy (Burgberg)
Der Burgberg, 156 m hoch, mit einer Fläche von 300 × 500 m, war der Standort einer mit Erdwällen befestigten Höhensiedlung aus der späten Keltenzeit. Da an dieser Stelle auch römische (Kastell Solva), mittelalterliche (königliche Burg) und neuzeitliche Bauarbeiten stattgefunden hatten, sind die ursprünglichen Erdschanzen der Keltensiedlung nahezu völlig zerstört worden. Nur in wenigen Bereichen waren die Grabungen in den Jahren 1934–38, 1961–62, 1964–68 und 1981–88 erfolgreich.
Ergraben wurden Teile von zwei Häusern mit zahlreichen Abfall- und Speichergruben. An Objekten waren Fragmente von eingeglätteten und kammstrichverzierten Schüsseln, Töpfen und Vorratsgefäßen die häufigsten Funde. Anhand dieser Artefakte wurde das Alter der Siedlung auf den Übergang von der Mittellatène zur Spätlatène (LTC II bis LTD I, Ende des 2. bis Anfang des 1. Jahrhunderts v. Chr.) datiert.
Der Ort war vermutlich das Zentrum der umliegenden Siedlungen der Kelten und der mit ihnen vermischten Stamm der Azali. Nach der Eroberung durch Kaiser Claudius ab 41 n. Chr. wurde das Kastell Solva errichtet und die ursprünglichen Bewohner in die umliegenden Siedlungen übersiedelt.

## Esztergom – Kisléva-Héviz
Im Gebiet der mittelalterlichen „Kleinen Wasserstadt“, heute die Stadtteile Kisléva und Héviz, im Westsüdwesten des Burgberges, zwischen diesem und dem Szenttamáshegy (Sankt-Thomas-Berg) bis zum Héviz-tó (Héviz-See) wurde eine weit ausgedehnte spätkeltische Siedlung gefunden. Auch sie liegt unter römischen und mittelalterlichen Bebauungen.
1992 wurden Häuser, ein Backofen und Gruben mit Keramik aus der Spätlatène (LTD) freigelegt. Diese Anlage entstand gemeinsam mit der Siedlung auf dem Burgberg und wuchs nach der römischen Okkupation mit dem Vicus (römische Siedlung mit gewerblichen Produktionsstätten) zusammen.

## Esztergom – Örmény
Im Stadtinneren, am ostsüdöstlichen Fuß des Szent Istvan Hegyi (Sankt-Stefans-Berg) wurde unter den Ruinen des mittelalterlichen Dorfes Örmény eine spätkeltische Siedlung aufgefunden. Freigelegt wurden 1970 ein Töpferofen, teilweise zerstört durch eine spätere árpádenzeitliche Siedlung, und 2002 einige Gruben aus der Spätlatène (LTD III, 150 v. Chr. bis um Christi Geburt) bei der Szent Istvan Kápolna (Sankt Stefanskapelle), sowie die Reste eines Hauses.

## Esztergom – Széchenyi tér (Szécheny-Platz)
Auf den heutigen Széchenyi tér im Stadtzentrum lag an der Donau eine weit ausgedehnte spätkeltische Siedlung. 1960 wurden einige Gruben mit verschiedenen Objekten, ein Haus und ein Töpferofen ergraben. Bei Grabungen in den Jahren 1994 und 1995 kamen Reste von zwei Häusern, zehn weitere Gruben und fünf Töpferöfen zu Tage. Die Funde wurden für die Spätlatène (LTD III, 150 v. Chr. bis um Christi Geburt) datiert.

## Esztergom – Szentgyörgymező
→ siehe auch den römischen Burgus Esztergom-Szentgyörgymező 1
Im westlichen Teil des Stadtteils, der nordnordöstlich des Burgberges liegt, wurden mehrere keltische Objekte aus der Spätlatène ergraben. Der genaue Fundort eines massiven Bronzeringes (vermutlich eine Grabbeigabe, späte Früh- bis Mittellatène, LTB II bis LTBC I, ca. 380–150 v. Chr.) ist nicht mehr feststellbar. Lokalisierbar sind die Fundorte einer boischen Münze, einer Eisenlanze, zweier großer Vorratsgefäße, von vier Abfallgruben mit bemalten Keramikscherben, sowie eines Töpferofens mit scheibengedrehten Gefäßen aus der 2. Hälfte des 1. Jhdt. v. Chr. und weitere Gefäßbruchstücke aus frührömischer Zeit. Eigentliche Siedlungsspuren konnten hier noch nicht festgestellt werden.

## Esztergom – Szentgyörgymező-Dunapart
An anderer Stelle desselben Stadtteils lag eine ausgedehnte spätkeltische Siedlung. Während einer Probegrabung im Jahre 1959 wurden einige Gruben freigelegt. In den Grabungsperioden von 1980–1983 und 1986–1988 fand man auf einer Fläche von 1841 m² neben einigen árpádenzeitlichen Objekten vier Häuser, 69 Gruben, eine Feuerstelle und einen Töpferofen. Anhand einer Omphalos-Schale und einer Situla zeigt sich, dass der Ort seit der Frühlaténe ununterbrochen bis zur Spätlatène besiedelt war. Erst mit der Okkupation durch die Römer endete die keltische Siedlung.
Neben den genannten Gefäßen wurden auch noch Spinnwirtel, Schleifsteine, Mühlsteine, Tierknochen und Fischschuppen, geschnitzte Knochengegenstände sowie Eisengeräte und Eisenschlackenstücke gefunden.

## Esztergom – Szentkirály
Auf einem Uferplateau an der Donau im Südosten der Stadt konnte eine weit ausgedehnte keltische Siedlung aufgefunden werden. 1988 wurde eine Rettungsgrabung durchgeführt, bei der 14 Häuser freigelegt wurden, die anhand der Objektfunde – zwei Bronzearmringe, eine Eisenlanze und eine Urne – in das 3. bis 2. Jhdt. v. Chr. (Mittellatène, LTC I) datiert werden konnten.

## Esztergom – Sziget
Auf dieser Donauinsel unterhalb eines mittelalterlichen Nonnenklosters wurden bei Grabungen in den Jahren von 1980 bis 2001 ein spätkeltisches Haus und einige Gruben freigelegt. An Objekten wurden einige einglätt- und kammstrichverzierten Schüsseln und Töpfe sowie handgeformte Gefäße vorgefunden.